# 동아시아의 기적
동아시아의 기적은 1993년에 세계 은행이 발표한 보고서 "EAST ASIA MIRACLE : Economic Growth and Public Policy, A World Bank Research Report"를 이른다.
내용은 1965년에서 1990년대에 동아시아(동남아 포함) 국가들이 급속한 경제 성장을 이룬 현상의 분석이다.

## 개요
제 2차 세계 대전 이후 세계 경제에서 20년 정도의 단기간에 급속하게 경제가 성장한 국가들이 몇 있지만, 이 중 아시아의 23개국은 1965년부터 1991년 사이에 남아시아 지역, 중동, 지중해, 사하라 사막, 이남의 아프리카, OECD 국가, 라틴 아메리카, 카리브 해 지역과는 달리 일인당 GNP가 5.5% 성장하는 등 타국과 비교해 경제가 크게 성장했다.
세계 은행은 동아시아의 여러 나라 가운데 일본과 아시아 4개국(대한민국, 중화민국, 홍콩, 싱가포르)와 동남아시아 국가 연합(ASEAN) 중 3개국(인도네시아, 말레이시아, 태국)의 8개국을 HPAEs(High-Performing Asia Economics)로 부르고, 그 중 일본과 아시아 4개국을 고도 성장과 불평등의 감소를 동시에 이룬 가장 공정한 국가들로 평가하고 있다. 또한 아시아 4개국을 "아시아의 네 마리 용" 혹은 "아시아의 네 마리 호랑이"라고 부르는 경우도 있다.
또한 이 아시아 국가들의 성장이 동유럽 혁명의 원인 중 하나가 되었다고 서술되어 있다.

## 성장 요인
기초적인 인프라 정비가 성장의 주원인이며, 국내 투자와 인적 자본의 성장이 경제 성장의 커다란 디딤돌이 되었다. 높은 수준의 저축률이 국내 투자를 지원했다.

## 동아시아의 기적의 끝
세계 은행이 보고서를 발표한 1993년부터 4년후 1997년에 외환 위기가 발생하는 등 동아시아의 성장률은 마이너스가 되고, 일본, 미국등의 선진국에도 큰 영향을 주었다. 2000년대에 들어서면서 중국을 필두로 다시 고도의 성장을 달성하는 국가가 나타나는 반면 일본처럼 저성장이 계속되는 국가도 있어 경제 성장의 양극화가 진행되고 있다.

## 참고 문헌
- 『東アジアの奇跡』（世界銀行著、白鳥正喜監訳、海外経済協力基金、開発経済問題研究会訳、1993年、東洋経済新報社）ISBN 4-492-44166-2